# Rapala xenophon
Rapala xenophon är en fjärilsart som beskrevs av Fabricius 1793. Rapala xenophon ingår i släktet Rapala och familjen juvelvingar. Inga underarter finns listade.